# The Number of the Beast (brano musicale)
The Number of the Beast è un singolo del gruppo musicale britannico Iron Maiden, pubblicato il 26 aprile 1982 come secondo estratto dall'album omonimo.
Si tratta di uno dei maggiori successi del gruppo, raggiungendo la seconda posizione in Finlandia, la terza nel Regno Unito e la quinta in Italia, nonché uno dei brani maggiormente proposti dal vivo durante i concerti. Il titolo ed il numero corrispondente 666 fanno riferimento al numero della bestia di cui si parla nell'Apocalisse di Giovanni. Il canale statunitense VH1 ha classificato il brano al 7º posto nella classifica 40 Greatest Metal Song.

## Descrizione
Il brano parla di un uomo che vaga in una sorta di "Inferno sulla Terra", con persone che svolgono riti satanici e sacrifici. Dapprima disgustato, l'uomo cade poi in uno stato di rapimento estatico e decide di unirsi agli altri. Il brano trae ispirazione sia dal poema Tam o'Shanter, scritto dal poeta e compositore scozzese Robert Burns, sia da un sogno fatto dal bassista Steve Harris (autore del brano) dopo aver visto il film La maledizione di Damien. È introdotto da un monologo parlato (tratto da Apocalisse, 12:12 e 13:18) per cui la band avrebbe voluto la voce di Vincent Price; tuttavia, dal momento che all'epoca gli Iron Maiden non potevano permettersi l'elevato compenso richiesto da Price (non meno di 25 000£), ripiegarono sull'imitatore Barry Clayton.
The Number of the Beast è inoltre ben noto per il lungo grido acuto di Bruce Dickinson che conclude la sezione introduttiva del brano, che fu descritto da AllMusic come «il più agghiacciante urlo mai registrato da Dickinson». Nel documentario sull'album dalla BBC, parte della serie "Classic Albums", Dickinson ha rivelato che questo urlo è dovuto alla frustrazione per il fatto che il produttore Martin Birch lo costrinse a cantare le prime quattro strofe per diverse ore, più e più volte.

## Pubblicazione
Il singolo fu il terzo e ultimo nella carriera del gruppo a presentare la raffigurazione di Satana dell'illustratore Derek Riggs, che ha debuttato sulla copertina di Purgatory. La copertina di The Number of the Beast rappresenta il seguito di quella di Run to the Hills in cui Satana ed Eddie (la mascotte dei Maiden) sono raffigurati in battaglia. Il lato B presenta una versione dal vivo di Remember Tomorrow registrata dal vivo 1981 a Milano. Negli anni seguenti è tuttavia emerso che la registrazione non è altro che la medesima versione presente nell'EP Maiden Japan, ma con la voce di Dickinson sovrapposta a quella di Paul Di'Anno.
Il 3 gennaio 2005 The Number of the Beast è stato ripubblicato anche in edizione CD con l'aggiunta di due tracce dal vivo tratte dal concerto al Brixton Academy nel 2002.

## Video musicale
Il video originale vede una performance live della band intervallata con clip di vari film horror tra cui Godzilla. Nello scambio di assolo da Dave Murray ad Adrian Smith compare una coppia di ballerini con il numero 6 sul loro costume. Il ballerino maschio fa fare una piroetta alla partner e il volto di quest'ultima si trasforma in quello di un lupo mannaro. Anche Eddie fa un'apparizione verso la fine del video.
Quando il video venne presentato per la prima volta su MTV, la comparsa di Eddie spaventò talmente coloro che lo videro che la sequenza venne modificata.
In un video animato da Camp Caos uscito tempo dopo, (presente nel DVD Visions of the Beast), i clip e la scena dei ballerini sono stati sostituiti con animazioni flash in cui Bruce (nei panni di un sacerdote) ed Eddie ripropongono scene dal film L'esorcista.

## Tracce

### Edizione del 1982
MC, 7", 12"
1. The Number of the Beast – 4:49
2. Remember Tomorrow (Recorded Live in Italy) – 5:26

### Riedizione del 2005
CD
1. The Number of the Beast (Original Version) – 4:53
2. The Number of the Beast (Live at Brixton '02) – 4:48
3. Hallowed Be Thy Name (Live at Brixton '02) – 7:39
4. The Number of The Beast (Original Promo - Camp Chaos Version) – video
5. The Number of The Beast (Live at Brixton '02) – video

7"
1. The Number of the Beast (Original Version) – 4:53
2. The Number of the Beast (Live at Brixton '02) – 4:48

12"
1. The Number of the Beast (Original Version) – 4:53
2. The Number of the Beast (Live at Brixton '02) – 4:48
3. Remember Tomorrow – 5:26

## Formazione
- Bruce Dickinson – voce
- Dave Murray – chitarra
- Adrian Smith – chitarra, cori
- Steve Harris – basso, cori
- Clive Burr – batteria

## Cover
Tra gli altri, hanno eseguito cover di The Number of the Beast:
- Steve Grimmett (666: The Number One Beast, A Tribute to Iron Maiden, 1999)
- Powderfinger (singolo, 2001)
- Iced Earth (Tribute to the Gods, 2002)
- Sinergy (Tribute to the Beast, 2002)
- Dream Theater (The Number of the Beast, 2002)
- The Iron Maidens (Iron Maidens, 2005)

La canzone è presente inoltre nei videogiochi Tony Hawk's Pro Skater 4, Guitar Hero III: Legends of Rock e Rock Band e nella colonna sonora del film Spun  (nella versione degli Zwan).